# Gynoplistia (Gynoplistia) inflata
Gynoplistia (Gynoplistia) inflata is een tweevleugelige uit de familie steltmuggen (Limoniidae). De soort komt voor in het Australaziatisch gebied.